# الحلبة (صعفان)

تعديل مصدري - تعديل

الحلبة هي إحدى قرى عزلة مدول بمديرية صعفان التابعة لمحافظة صنعاء، بلغ تعداد سكانها 85 نسمة حسب تعداد اليمن لعام 2004.